# مقاطعة بيري (ألاباما)
مقاطعة بيري (بالإنجليزية: Perry County, Alabama)‏ هي إحدى مقاطعات ولاية ألاباما في الولايات المتحدة. تأسست سنة 1819، بلغ عدد سكانها 10591 نسمة في عام 2010 حسب إحصاء مكتب تعداد الولايات المتحدة وتصل الكثافة السكانية فيها 5.6 نسمة/كم2.

## أعلام
- الكسندر ك. ديفيدسون
- والتر جوردان

## وصلات خارجية
- www.pccommission.org